# Fußballclub Berlin 1996-1997
Questa voce raccoglie le informazioni riguardanti il Fußballclub Berlin nelle competizioni ufficiali della stagione 1996-1997.

## Stagione
Nella stagione 1996-1997 il FC Berlino, allenato da Werner Voigt, concluse il campionato di Regionalliga nordest al 13º posto.

## Rosa
| N. |                     | Ruolo | Calciatore      |
| -- | ------------------- | ----- | --------------- |
| 1  | Germania (bandiera) | P     | Daniel Bartel   |
| 4  | Germania (bandiera) | D     | Mario Maek      |
| 6  | Germania (bandiera) | C     | Mario Kallnik   |
| 16 | Germania (bandiera) | C     | Thomas Dahlke   |
| 18 | Germania (bandiera) | D     | Daniel Jonelat  |
|    | Germania (bandiera) | P     | Matthias Oette  |
|    | Germania (bandiera) | P     | Ingo Rentzsch   |
|    | Germania (bandiera) | D     | Marco Höppner   |
|    | Germania (bandiera) | D     | Falk Jarling    |
|    | Germania (bandiera) | D     | Roman Müller    |
|    | Germania (bandiera) | D     | Jens Reckmann   |
|    | Germania (bandiera) | C     | Heiko Brestrich |

| N. |                     | Ruolo | Calciatore        |
| -- | ------------------- | ----- | ----------------- |
|    | Germania (bandiera) | C     | Sven Falk         |
|    | Germania (bandiera) | C     | Ayhan Gezen       |
|    | Germania (bandiera) | C     | Mathias Lau       |
|    | Germania (bandiera) | C     | Michael Lorenz    |
|    | Polonia (bandiera)  | C     | Marek Seruga      |
|    | Nigeria (bandiera)  | C     | Edwards Teibowei  |
|    | Germania (bandiera) | A     | Marko Göllnitz    |
|    | Germania (bandiera) | A     | Raffael Lätsch    |
|    | Germania (bandiera) | A     | Timo Lesch        |
|    | Germania (bandiera) | A     | Sebastian Müller  |
|    | Germania (bandiera) | A     | Sven Ohly         |
|    | Russia (bandiera)   | A     | Mikhail Pronichev |

## Organigramma societario
Area tecnica
- Allenatore: Werner Voigt
- Allenatore in seconda:
- Preparatore dei portieri:
- Preparatori atletici:
- Analisi video:

## Calciomercato

### Sessione estiva
| Acquisti | Acquisti    | Acquisti          | Acquisti |
| R.       | Nome        | da                | Modalità |
| -------- | ----------- | ----------------- | -------- |
| C        | Ayhan Gezen | Hertha Berlino II |          |

| Cessioni | Cessioni         | Cessioni      | Cessioni |
| R.       | Nome             | a             | Modalità |
| -------- | ---------------- | ------------- | -------- |
| D        | Mario Dzajic     | Spandauer     |          |
| C        | Daniel Petrowsky | Union Berlino |          |

### Sessione invernale
| Acquisti | Acquisti | Acquisti | Acquisti |
| R.       | Nome     | da       | Modalità |
| -------- | -------- | -------- | -------- |

| Cessioni | Cessioni      | Cessioni         | Cessioni |
| R.       | Nome          | a                | Modalità |
| -------- | ------------- | ---------------- | -------- |
| A        | Thoralf Arndt | Fortuna Biesdorf |          |

## Risultati

### Regionalliga

#### Girone di andata
| Arbitro: | Weber |

|                |           |  |
| Lesch 15’, 47’ | Marcatori |  |

| Arbitro: | Brügmann |

|                       |           |                        |
| Jopek 33’ Eidtner 82’ | Marcatori | 5’ Lesch 82’ Pronichev |

| Arbitro: | Endmann |

|  |           |                            |
|  | Marcatori | 75’ Rosljakow 90’ Markesic |

| Arbitro: | Reck |

|                      |           |  |
| Weber 12’ Schade 23’ | Marcatori |  |

| Arbitro: | Haack |

|  |           |                            |
|  | Marcatori | 8’, 72’ Steiner 60’ Namdar |

| Arbitro: | Junghof |

|            |           |                          |
| Berndt 62’ | Marcatori | 6’ Brestrich 27’ Kallnik |

| Arbitro: | Weise |

|               |           |               |
| Brestrich 80’ | Marcatori | 20’ Hannemann |

| Arbitro: | Binkowski |

|            |           |               |
| Thurau 68’ | Marcatori | 30’ Pronichev |

| Arbitro: | Augar |

|  |           |                                                           |
|  | Marcatori | 44’, 75’ Boer 61’ Küntzel 65’ Struck 81’ Rehmer 84’ Klews |

| Arbitro: | Weise |

|                          |           |  |
| Irrgang 57’ Konetzke 62’ | Marcatori |  |

| Arbitro: | Brügmann |

|                                 |           |             |
| Dahlke 37’ Seruga 70’ Lesch 85’ | Marcatori | 34’ Brömßer |

| Arbitro: | Robel |

|                           |           |                        |
| Ludwig 1’ Kiel 57’ (rig.) | Marcatori | 42’ Seruga 45’ Kallnik |

| Berlino 3 novembre 1996, ore 14:00 CET 13ª giornata | Charlottenburg | 0 – 0 referto | FC Berlino | Mommsenstadion (191 spett.)\| Arbitro: \| Binkowski \| |
| Arbitro:                                            | Binkowski      |               |            |                                                        |

| Berlino 9 novembre 1996, ore 14:00 CET 14ª giornata | FC Berlino | 0 – 0 referto | Lok Stendal | Sportforum Hohenschönhausen (300 spett.)\| Arbitro: \| Reck \| |
| Arbitro:                                            | Reck       |               |             |                                                                |

| Arbitro: | Kruse |

|                           |           |              |
| Sadlo 15’, 88’ Hempel 36’ | Marcatori | 70’ Reckmann |

| Arbitro: | Backhaus |

|  |           |                 |
|  | Marcatori | 79’ (rig.) Wahl |

| Arbitro: | Kiefer |

|  |           |            |
|  | Marcatori | 74’ Seruga |

#### Girone di ritorno
| Dresda 1º febbraio 1997, ore 14:00 CET 18ª giornata | Dinamo Dresda | 0 – 0 referto | FC Berlino | Rudolf-Harbig-Stadion (4 320 spett.)\| Arbitro: \| Voigt \| |
| Arbitro:                                            | Voigt         |               |            |                                                             |

| Arbitro: | Augar |

|                           |           |             |
| Müller 47’, 80’ Lesch 70’ | Marcatori | 55’ Kremser |

| Arbitro: | Scheibel |

|             |           |            |
| Schmidt 23’ | Marcatori | 43’ Seruga |

| Arbitro: | Sather |

|                      |           |                       |
| Seruga 41’ Gezen 62’ | Marcatori | 65’ Thieme 90’ Wiemer |

| Arbitro: | Binkowski |

|  |           |            |
|  | Marcatori | 58’ Müller |

| Arbitro: | Bley |

|            |           |            |
| Seruga 86’ | Marcatori | 28’ Korsch |

| Arbitro: | Sturm |

|                               |           |                         |
| Adler 20’ Kocak 22’ Aksoy 80’ | Marcatori | 75’ Lesch 85’ Brestrich |

| Arbitro: | Sax |

|                              |           |  |
| Seruga 61’ Müller 78’ (rig.) | Marcatori |  |

| Berlino 28 marzo 1997, ore 14:00 CET 26ª giornata | Union Berlino | 0 – 0 referto | FC Berlino | Stadio An der Alten Försterei (2 175 spett.)\| Arbitro: \| Blumenstein \| |
| Arbitro:                                          | Blumenstein   |               |            |                                                                           |

| Berlino 5 aprile 1997, ore 14:00 CEST 27ª giornata | FC Berlino | 0 – 0 referto | Energie Cottbus | Sportforum Hohenschönhausen (740 spett.)\| Arbitro: \| Bley \| |
| Arbitro:                                           | Bley       |               |                 |                                                                |

| Arbitro: | Spickenagel |

|                     |           |  |
| Brömßer 3’ Bach 77’ | Marcatori |  |

| Arbitro: | Fleske |

|             |           |            |
| Kallnik 68’ | Marcatori | 34’ Heider |

| Arbitro: | Richter |

|            |           |             |
| Seruga 13’ | Marcatori | 9’ Gowitzke |

| Arbitro: | Schößling |

|                                 |           |  |
| Embingou 54’ Wiedemann 71’, 78’ | Marcatori |  |

| Arbitro: | Backhaus |

|  |           |              |
|  | Marcatori | 76’ Zweigler |

| Arbitro: | Keßler |

|                          |           |  |
| Krasselt 20’ Ballack 58’ | Marcatori |  |

| Arbitro: | Fleske |

|  |           |                                        |
|  | Marcatori | 13’ Golovan 27’ Vysniauskas 73’ Kaiser |

## Statistiche

### Statistiche di squadra
| Competizione         | Punti | In casa | In casa | In casa | In casa | In casa | In casa | In trasferta | In trasferta | In trasferta | In trasferta | In trasferta | In trasferta | Totale | Totale | Totale | Totale | Totale | Totale | DR  |
| Competizione         | Punti | G       | V       | N       | P       | Gf      | Gs      | G            | V            | N            | P            | Gf           | Gs           | G      | V      | N      | P      | Gf     | Gs     | DR  |
| -------------------- | ----- | ------- | ------- | ------- | ------- | ------- | ------- | ------------ | ------------ | ------------ | ------------ | ------------ | ------------ | ------ | ------ | ------ | ------ | ------ | ------ | --- |
| Regionalliga nordest | 35    | 17      | 4       | 7       | 6       | 16      | 24      | 17           | 3            | 7            | 7            | 13           | 24           | 34     | 7      | 14     | 13     | 29     | 48     | -19 |
| Totale               | 35    | 17      | 4       | 7       | 6       | 16      | 24      | 17           | 3            | 7            | 7            | 13           | 24           | 34     | 7      | 14     | 13     | 29     | 48     | -19 |

### Andamento in campionato
| Giornata  | 1 | 2 | 3 | 4  | 5  | 6  | 7  | 8  | 9  | 10 | 11 | 12 | 13 | 14 | 15 | 16 | 17 | 18 | 19 | 20 | 21 | 22 | 23 | 24 | 25 | 26 | 27 | 28 | 29 | 30 | 31 | 32 | 33 | 34 |
| --------- | - | - | - | -- | -- | -- | -- | -- | -- | -- | -- | -- | -- | -- | -- | -- | -- | -- | -- | -- | -- | -- | -- | -- | -- | -- | -- | -- | -- | -- | -- | -- | -- | -- |
| Luogo     | C | T | C | T  | C  | T  | C  | T  | C  | T  | C  | T  | T  | C  | T  | C  | T  | T  | C  | T  | C  | T  | C  | T  | C  | T  | C  | T  | C  | C  | T  | C  | T  | C  |
| Risultato | V | N | P | P  | P  | V  | N  | N  | P  | P  | V  | N  | N  | N  | P  | P  | V  | N  | V  | N  | N  | V  | N  | P  | V  | N  | N  | P  | N  | N  | P  | P  | P  | P  |
| Posizione | 2 | 4 | 7 | 10 | 14 | 12 | 12 | 13 | 13 | 14 | 13 | 12 | 13 | 13 | 13 | 14 | 13 | 12 | 12 | 12 | 12 | 11 | 11 | 12 | 11 | 11 | 12 | 12 | 12 | 12 | 12 | 12 | 12 | 13 |

Legenda:

Luogo: C = Casa; T = Trasferta. Risultato: V = Vittoria; N = Pareggio; P = Sconfitta.

### Statistiche dei giocatori
| D. Bartel    | 26 | 0 | 2  | 0 |
| H. Brestrich | 30 | 3 | 5  | 0 |
| T. Dahlke    | 34 | 1 | 9  | 0 |
| S. Falk      | 1  | 0 | 0  | 0 |
| A. Gezen     | 19 | 1 | 2  | 1 |
| M. Göllnitz  | 15 | 0 | 1  | 0 |
| M. Höppner   | 30 | 0 | 4  | 0 |
| F. Jarling   | 2  | 0 | 1  | 0 |
| D. Jonelat   | 25 | 0 | 2  | 0 |
| M. Kallnik   | 33 | 3 | 2  | 0 |
| M. Lau       | 24 | 0 | 0  | 0 |
| T. Lesch     | 30 | 6 | 4  | 0 |
| M. Lorenz    | 2  | 0 | 0  | 0 |
| R. Lätsch    | 18 | 0 | 3  | 0 |
| M. Maek      | 30 | 0 | 9  | 1 |
| R. Müller    | 22 | 4 | 5  | 1 |
| S. Müller    | 5  | 0 | 2  | 0 |
| M. Oette     | 4  | 0 | 0  | 0 |
| S. Ohly      | 10 | 0 | 2  | 0 |
| M. Pronichev | 21 | 2 | 5  | 1 |
| J. Reckmann  | 34 | 1 | 12 | 0 |
| I. Rentzsch  | 4  | 0 | 0  | 0 |
| M. Seruga    | 25 | 8 | 2  | 1 |
| E. Teibowei  | 4  | 0 | 0  | 0 |